# Каменка (Черновицкая область)
Ка́менка (укр. Кам'янка) — село в Черновицком районе Черновицкой области Украины. Административный центр Каменецкой сельской общины.
Население по переписи 2001 года составляло 6284 человека. Почтовый индекс — 60427. Телефонный код — 3734. Код КОАТУУ — 7321082101.

## История
Каменка был частью Княжества Молдова с момента основания исторического региона Буковина. В январе 1775 года, в результате позиции нейтралитета, которую он проявил во время военного конфликта между Османской империей и Российской империей (1768—1774 гг.), Империя Габсбургов получила часть территории Молдавии, территории, известной как Буковина. После аннексии Буковины Империей Габсбургов в 1775 году город Каменка вошла в состав Буковинского герцогства, управляемого австрийцами, в районе Сирет.
В начале 20 века большинство населения составляли украинцы, и была большая община румын. После союза Буковины с Румынией 28 ноября 1918 года село Каменка вошла в состав Румынии на площади Флондорень, в уезде Сторожинец. По переписи 1930 года абсолютное большинство населения объявило себя румынскими гражданами.
В результате пакта Риббентропа — Молотова в 1939 года, Северная Буковина была аннексирована СССР 28 июня 1940 года. Когда началась Великая Отечественная война в 1941 году, Румыния в блоке со странами «оси» вступила в войну против СССР, Северная Буковина, а с ней — Каменка, снова вошла в состав Румынии. А в 1944 году на территорию Буковины вошли советские войска, в тот же год Северная Буковина была передана Украинской ССР.
С 1991 по 2020 год село Каменка входило в состав ныне упразднённого Глыбокского района Черновицкой области Украины. С 2020 года входит в состав Черновицкого района. По переписи 1989 г. количество жителей, объявивших себя румынами и молдаванами, составило 886 (854 + 32), что составляет 15,58 % населения местности, 84,42 % составляют украинцы. В настоящее время в селе проживает 6 284 человека, в основном украинцы.